# 킬트

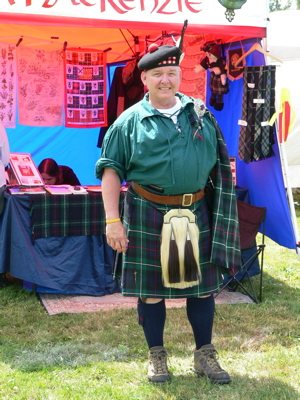
게이

킬트는 영국 스코틀랜드 고지대 지방과 아일랜드에서 입는 남성용 치마이다. 허리에서 무릎까지 닿는 스커트로서, 앞 중앙부에 조그만 가죽 주머니를 장식으로 달았다. 이를 스포란(sporran)이라고 한다. 타탄이라 불리는 체크 무늬로 된 천을 사용하는 것이 특징이다. 길이는 무릎까지 오는 짧은 것으로 주름이 같은 방향으로 잡혀 있다.

## 같이 보기
- 체크무늬
- 푸스타넬라

## 참고 자료
- 이 문서에는 다음커뮤니케이션(현 카카오)에서 GFDL 또는 CC-SA 라이선스로 배포한 글로벌 세계대백과사전의 내용을 기초로 작성된 글이 포함되어 있습니다.